# Ken Francis
Pour les articles homonymes, voir Francis.
Ken Francis est un homme politique provincial canadien de la Saskatchewan. Il représente la circonscription de Kindersley à titre de député du Parti saskatchewanais d'une élection partielle en 2018 à 2024.
Le 29 mai 2023, il annonce ne pas vouloir se représenté lors de l'élection de 2024.